# Buoux
Buoux är en kommun i departementet Vaucluse i regionen Provence-Alpes-Côte d'Azur i sydöstra Frankrike. Kommunen ligger i kantonen Bonnieux som tillhör arrondissementet Apt. År 2022 hade Buoux 103 invånare.

## Befolkningsutveckling
Antalet invånare i kommunen Buoux
| Referens: INSEE |